# アマンダ・マクグローリー
アマンダ・マグローリー（Amanda McGrory、1986年6月9日 - ）は、アメリカ合衆国の車いす陸上競技選手。

## 主な戦績
- 2003年、2004年、USA Jr.チームのメンバーに選出
- 2005年、Jrパンナム・ゲームで米国代表に選出
- 2006年、IPCアスレチックス世界選手権（オランダ）　800m金メダル、400m銀メダル
- 2006年、ニューヨークシティーマラソン　優勝
- 2008年、北京パラリンピック　5000m金メダル、マラソン銀メダル、800m銅メダル、4×100メートルリレー銅メダル
- 2009年、ロンドンマラソン優勝
- 2011年、ニューヨークシティーマラソン　優勝
- 2011年、ロンドンマラソン優勝